# رودريغو جوردن
رودريغو جوردن (بالإسبانية: Rodrigo Jordan)‏ هو بروفيسور وشخصية أعمال تشيلي، ولد في 30 يونيو 1959.